# Close (Album)
Close (englisch für „dicht“ oder „nahe“) ist das sechste Studioalbum der britischen Sängerin Kim Wilde, das im Mai 1988 erschien.

## Entstehung und Veröffentlichung
Die Erstveröffentlichung von Close erfolgte am 13. Mai 1988 bei MCA Records. Das Album erschien in seiner Originalausführung als CD, LP und MC.  Während die LP-ausführung zehn Titel umfasst (Katalognummer: 255 588 1), wurde die CD-Ausführung um einen 12″-Mix zu Hey Mister Heartache ergänzt (Katalognummer: MCAD-42230). Die MC-Ausgabe erschien in beiden Ausführungen.
Mit Ausnahme von Lucky Guy, einem Cover des Originals von Todd Rundgren, wurden alle Lieder von Kim Wilde geschrieben. Unterstützt wurde sie beim Schreibprozess von Koautoren, dabei überwiegend von Vater Marty (6 Titel) und Bruder Ricky Wilde (8 Titel). Das Lied Hey Mr. Heartache schrieb sie zusammen mit Steve Byrd. Ricky Wilde zeichnete zudem, zusammen mit Tony Swain, für die Produktion aller Lieder verantwortlich.

## Titelliste
| Nr.        | Titel                           | Autor(en)                           | Länge |
| ---------- | ------------------------------- | ----------------------------------- | ----- |
| Seite eins |                                 |                                     |       |
| 1.         | Hey Mr. Heartache               | Kim Wilde, Steve Byrd               | 4:34  |
| 2.         | You Came                        | Ricky Wilde, Kim Wilde              | 4:34  |
| 3.         | Four Letter Word                | Ricky Wilde, Marty Wilde            | 4:02  |
| 4.         | Love in the Natural Way         | Ricky Wilde, Marty Wilde, Kim Wilde | 4:16  |
| 5.         | Love’s a No                     | Ricky Wilde, Marty Wilde, Kim Wilde | 4:15  |
| Seite zwei |                                 |                                     |       |
| 6.         | Never Trust a Stranger          | Ricky Wilde, Kim Wilde              | 4:05  |
| 7.         | You’ll Be the One Who’ll Lose   | Ricky Wilde, Kim Wilde, Marty Wilde | 4:31  |
| 8.         | European Soul                   | Ricky Wilde, Kim Wilde              | 5:21  |
| 9.         | Stone                           | Ricky Wilde, Kim Wilde, Marty Wilde | 4:40  |
| 10.        | Lucky Guy                       | Todd Rundgren                       | 2:38  |
| Bonustitel |                                 |                                     |       |
| 11.        | Hey Mr. Heartache (12″ Version) | Kim Wilde, Steve Byrd               | 8:06  |

## Singleauskopplungen
Als erste Single wurde im April 1988 Hey Mr. Heartache ausgekoppelt. Der Song erreichte unter anderem die deutschen Top-15 und wurde zu einem großen Hit in Norwegen.
Die zweite Single You Came, veröffentlicht im Juli 1988, wurde zu einem von Kim Wildes größten Hits überhaupt. Er erreichte die Top-10 in ganz Europa und wurde auch in den USA herausgebracht, wo der Song knapp die Top-40 verfehlte.
Mit der im September 1988 erschienenen Single Never Trust a Stranger konnte Kim Wilde an den Erfolg anknüpfen und erneut hohe Chartplatzierungen erreichen. Mit der vierten Single Four Letter Word, die im November 1988 veröffentlicht wurde, erreichte die Sängerin die Top-10 im Vereinigten Königreich. Zudem war dies ihre erste Ballade als Single.
Die fünfte Single Love in the Natural Way wurde im Februar 1989 nur auf den Britischen Inseln veröffentlicht und verfehlte knapp die britischen Top 30.
Singles in den Charts

| Jahr | Titel                   | Höchstplatzierung, Gesamtwochen/‑monate, AuszeichnungChartplatzierungen (Jahr, Titel, , Platzierungen, Wochen/Monate, Auszeichnungen, Anmerkungen) | Höchstplatzierung, Gesamtwochen/‑monate, AuszeichnungChartplatzierungen (Jahr, Titel, , Platzierungen, Wochen/Monate, Auszeichnungen, Anmerkungen) | Höchstplatzierung, Gesamtwochen/‑monate, AuszeichnungChartplatzierungen (Jahr, Titel, , Platzierungen, Wochen/Monate, Auszeichnungen, Anmerkungen) | Höchstplatzierung, Gesamtwochen/‑monate, AuszeichnungChartplatzierungen (Jahr, Titel, , Platzierungen, Wochen/Monate, Auszeichnungen, Anmerkungen) | Höchstplatzierung, Gesamtwochen/‑monate, AuszeichnungChartplatzierungen (Jahr, Titel, , Platzierungen, Wochen/Monate, Auszeichnungen, Anmerkungen) | Anmerkungen                                            |
| Jahr | Titel                   | DE | AT | CH | UK | US | Anmerkungen                                            |
| ---- | ----------------------- | --- | --- | --- | --- | --- | ------------------------------------------------------ |
| 1988 | Hey Mr. Heartache       | DE13 (14 Wo.)DE | — | CH12 (12 Wo.)CH | UK31 (5 Wo.)UK | — | Erstveröffentlichung: 18. April 1988                   |
| 1988 | You Came                | DE5 (17 Wo.)DE | AT8 (4 Mt.)AT | CH3 (14 Wo.)CH | UK3 Silber · (11 Wo.)UK | US41 (10 Wo.)US | Erstveröffentlichung: 4. Juli 1988 Verkäufe: + 500.000 |
| 1988 | Never Trust a Stranger  | DE11 (15 Wo.)DE | AT7 (3 Mt.)AT | CH4 (14 Wo.)CH | UK7 (9 Wo.)UK | — | Erstveröffentlichung: 19. September 1988               |
| 1988 | Four Letter Word        | DE27 (10 Wo.)DE | AT23 (1 Mt.)AT | CH18 (4 Wo.)CH | UK6 (12 Wo.)UK | — | Erstveröffentlichung: 21. November 1988                |
| 1989 | Love in the Natural Way | — | — | — | UK32 (6 Wo.)UK | — | Erstveröffentlichung: 20. Februar 1989                 |

## Kommerzieller Erfolg

### Chartplatzierungen
| ChartsChartplatzierungen       | Höchstplatzierung | Wochen/ Monate |
| ------------------------------ | ----------------- | -------------- |
| Deutschland (GfK)              | 10 (34 Wo.)       | 34 Wo.         |
| Österreich (Ö3)                | 7 (7,5 Mt.)       | 7,5 Mt.        |
| Schweiz (IFPI)                 | 8 (36 Wo.)        | 36 Wo.         |
| Vereinigte Staaten (Billboard) | 114 (6 Wo.)       | 6 Wo.          |
| Vereinigtes Königreich (OCC)   | 8 (38 Wo.)        | 38 Wo.         |

| ChartsJahrescharts (1988) | Platzierung |
| ------------------------- | ----------- |
| Deutschland (GfK)         | 39          |
| Schweiz (IFPI)            | 15          |

### Auszeichnungen für Musikverkäufe
| Land/Region                  | Auszeichnungen für Musikverkäufe (Land/Region, Auszeichnung, Verkäufe) | Verkäufe |
| ---------------------------- | ---------------------------------------------------------------------- | -------- |
| Deutschland (BVMI)           | Gold                                                                   | 250.000  |
| Frankreich (SNEP)            | Gold                                                                   | 100.000  |
| Niederlande (NVPI)           | Gold                                                                   | 50.000   |
| Österreich (IFPI)            | Gold                                                                   | 25.000   |
| Schweden (IFPI)              | Gold                                                                   | 50.000   |
| Schweiz (IFPI)               | Platin                                                                 | 50.000   |
| Vereinigtes Königreich (BPI) | Platin                                                                 | 300.000  |
| Insgesamt                    | 5× Gold · 2× Platin ·                                                  | 825.000  |